# Conjunto
Um conjunto é uma coleção bem definida de objetos, chamados de elementos, que compartilham uma característica comum. Esses elementos podem ser números, letras, pessoas ou qualquer outro objeto que se deseje agrupar. Por exemplo, o conjunto das vogais pode ser representado como {\displaystyle A=\{a,e,i,o,u\}}.
A notação padrão utiliza letras maiúsculas para denotar conjuntos e chaves para listar seus elementos. Além disso, a teoria dos conjuntos introduz conceitos fundamentais como pertinência (quando um elemento pertence a um conjunto), inclusão (quando todos os elementos de um conjunto estão contidos em outro), e operações como união, interseção e diferença entre conjuntos. 
Nos conjuntos, a ordem e a quantidade de vezes que os elementos estão listados na coleção não é relevante. Em contraste, uma coleção de elementos na qual a multiplicidade, mas não a ordem, é relevante, é chamada multiconjunto. Dizemos que dois conjuntos são iguais se, e somente se, cada elemento de um é também elemento do outro. 

## Importância
A teoria dos conjuntos é um dos pilares fundamentais da matemática moderna. Desenvolvida no final do século XIX pelo matemático Georg Cantor, ela fornece a base para diversos ramos da matemática, como a álgebra, a análise e a lógica.

## Notação matemática
É possível descrever o mesmo conjunto de três maneiras diferentes, por:
1. Extensão (ou forma enumerativa): listamos todos os elementos do conjunto entre chaves. (ideal para conjuntos pequenos e finitos); 
  1. Ex.: {\displaystyle A=\{1,2,3,4\}}
2. Compreensão (ou forma descritiva): descrevemos as propriedades que caracterizam os elementos. (o que, se for feito de forma descuidada, pode gerar problemas, tais como o paradoxo de Russell, em Principia mathematica);
  1. Exemplo: {\displaystyle B=\{x\in \mathbb {N} \mid x<5\}} ou {\displaystyle B=\{x\in \mathbb {N} \colon x<5\}}
  2. (lê-se: “x pertencente aos naturais, tal que x é menor que 5”)
3. Diagramas: usando Diagramas de Venn ou Diagrama de Carroll

Observação: Na matemática, a expressão "tal que" é fundamental na representação de conjuntos por compreensão. Ela especifica uma condição que os elementos devem satisfazer para pertencer ao conjunto. Essa condição é geralmente indicada pelos símbolos "{\displaystyle \colon }" (dois-pontos) ou "{\displaystyle \mid }" (barra vertical), ambos lidos como "tal que".

### Pertinência de conjuntos
A pertinência é a relação que indica se um elemento pertence ou não a um determinado conjunto. Utilizamos o símbolo {\displaystyle \in } para representar que um elemento pertence a um conjunto, e o símbolo {\displaystyle \notin } para indicar que não pertence.
Por exemplo, {\displaystyle 3\in \mathbb {N} } significa que o número 3 pertence ao conjunto dos números naturais, enquanto {\displaystyle -2\notin \mathbb {N} } indica que o número -2 não pertence a esse conjunto. Outros exemplos incluem:
{\displaystyle \pi \in \mathbb {R} ,\quad 0\in \mathbb {Z} ,\quad {\frac {1}{2}}\notin \mathbb {Z} }
É importante lembrar que essa relação é usada entre elementos e conjuntos. Não se deve usá-la para indicar a relação entre conjuntos e subconjuntos. Por exemplo, a expressão {\displaystyle \{1,2\}\in \mathbb {N} } está incorreta, pois {\displaystyle \{1,2\}} é um conjunto, e não um número natural. 

### Subconjuntos e superconjuntos
Em teoria dos conjuntos, os conceitos de subconjunto e superconjunto indicam relações de inclusão entre conjuntos: 
- Um subconjunto é um conjunto cujos elementos estão contidos em outro;
- Um superconjunto é o conjunto que contém o outro.

Essas relações podem ser próprias, quando um conjunto está estritamente dentro ou contém outro, ou impróprias, quando os conjuntos podem ser iguais.
{\displaystyle \subset } - Subconjunto próprio:
{\displaystyle A\subset B} significa que todo elemento de {\displaystyle A} está em {\displaystyle B}, e {\displaystyle A\neq B}.
{\displaystyle \subseteq } - Subconjunto próprio ou impróprio:
{\displaystyle A\subseteq B} significa que todo elemento de {\displaystyle A} está em {\displaystyle B}, podendo ser que {\displaystyle A=B}.
{\displaystyle \supset } - Superconjunto próprio:
{\displaystyle A\supset B} significa que {\displaystyle A} contém todos os elementos de {\displaystyle B}, podendo ser {\displaystyle A=B}.
{\displaystyle \supseteq } - Superconjunto próprio ou impróprio:
{\displaystyle A\supseteq B} significa que {\displaystyle A} contém todos os elementos de {\displaystyle B}, podendo ser {\displaystyle A=B}.
As negações dos símbolos de subconjunto e superconjunto indicam que a relação de inclusão não ocorre.

Diagrama de Venn para

{\displaystyle \not \subset ,\quad \not \subseteq ,\quad \not \supset ,\quad \not \supseteq }.

### Conjunto vazio
O conjunto vazio, denotado por {\displaystyle \emptyset } ou {\displaystyle \{\}}, é o conjunto que não possui nenhum elemento. Ele é considerado subconjunto de qualquer conjunto, pois não há nenhum elemento nele que possa violar a condição de inclusão.
Exemplo:
Seja {\displaystyle A=\{1,2,3\}}. O conjunto vazio {\displaystyle \emptyset } é subconjunto de {\displaystyle A}, ou seja, {\displaystyle \emptyset \subseteq A} é verdadeiro. 
Inclusive, {\displaystyle \emptyset \subset A} também é verdadiero, pois {\displaystyle \emptyset \neq A}. No entanto, {\displaystyle \emptyset \supset A} é falso, já que o conjunto vazio não contém elemento algum.

### Cardinalidade
Se um conjunto tem {\textstyle n} elementos, onde {\textstyle n} é um número natural (incluindo o 0), então diz-se que o conjunto é um conjunto finito com cardinalidade, ou número cardinal {\textstyle n}.
Mesmo se o conjunto não possui um número finito de elementos, pode-se definir a cardinalidade, graças ao trabalho desenvolvido pelo matemático Georg Cantor. Neste caso, a cardinalidade poderá ser {\displaystyle \aleph _{0}} (aleph-0), {\displaystyle \aleph _{1},\aleph _{2}....}
Nos dois casos a cardinalidade de um conjunto {\displaystyle A} é denotada por {\displaystyle |A|}. Se para dois conjuntos {\displaystyle A} e {\textstyle B} é possível fazer uma relação um-a-um entre seus elementos, então {\displaystyle |A|=|B|.}

### Conjunto potência ou das partes
O conjunto de todos os subconjuntos de um conjunto dado {\displaystyle A} é chamado de conjunto potência (ou conjunto das partes) de {\displaystyle A}, denotado por {\displaystyle P(A).} O conjunto potência é uma álgebra booleana sobre as operações de união e interseção.
Sendo o conjunto dado {\displaystyle A} finito, com {\displaystyle n} elementos, prova-se que o número de subconjuntos, isto é, o número de elementos do conjunto potência ou conjunto das partes de {\displaystyle A} é {\displaystyle 2^{n},} ou seja, a cardinalidade do conjunto das partes de {\displaystyle A} é igual a {\displaystyle 2^{n}.} Como existe uma bijecção entre o conjunto das partes de {\textstyle A} e o conjunto {\displaystyle \{0,1\}^{A},} é usual representar-se {\textstyle P(A)} por {\displaystyle 2^{A}.}
O Teorema de Cantor estabelece que {\displaystyle |A|<|P(A)|.}

### Produto cartesiano
O produto cartesiano de dois conjuntos A e B é o conjunto de pares ordenados:{\displaystyle A\times B=\{(a,b):a\in A\land b\in B\}}A soma ou união disjunta de dois conjuntos A e B é o conjunto{\displaystyle A+B=A\times \{0\}\cup B\times \{1\}.}

## Operações com conjuntos
De maneira semelhante ao que ocorre com os números, também existem operações matemáticas com conjuntos. Nos exemplos são utilizados diagramas de Venn para ilustrar.
| Operação     | Operador                                              | Definição | Exemplo                      |
| ------------ | ----------------------------------------------------- | --- | ---------------------------- |
| União        | {\displaystyle \cup }                                 | A união (ou reunião) de dois conjuntos {\displaystyle A} e {\displaystyle B} é o conjunto {\displaystyle A\cup B} composto dos elementos que pertencem a um dos conjuntos {\displaystyle A} ou {\displaystyle B} ou a ambos. A união de N conjuntos {\displaystyle S=S_{1}\cup S_{2}\cup S_{3}\cdots \cup S_{N}=\cup _{i=1}^{N}S_{i}} é o conjunto formado pelos elementos que pertencem ao menos a um dos conjuntos {\displaystyle S_{i}}. A união entre dois conjuntos pode ser definida formalmente por {\displaystyle A\cup B=\{\forall x\|x\in A\lor x\in B\}}.                                                                    | {\displaystyle A\cup B}      |
| Interseção   | {\displaystyle \cap }                                 | A interseção de dois conjuntos {\displaystyle A} e {\displaystyle B} é o conjunto {\displaystyle A\cap B} composto dos elementos que pertencem simultaneamente aos dois conjuntos {\displaystyle A} e {\displaystyle B}. A definição formal da interseção é {\displaystyle A\cap B=\{\forall x\|x\in A\land x\in B\}}. | {\displaystyle A\cap B}      |
| Complementar | {\displaystyle A^{c}} ou {\displaystyle U\setminus A} | O complemento {\displaystyle A^{c}} (ou {\displaystyle U\setminus A}) de um conjunto {\displaystyle A} se refere aos elementos que não estão no conjunto {\displaystyle A}. Normalmente, o complementar se trata de maneira relativa a um conjunto universo {\displaystyle U}, isto é, o complemento de {\displaystyle A} em relação a {\displaystyle U}. É o mesmo que {\displaystyle U}{\displaystyle -}{\displaystyle A}. O conjunto {\displaystyle A^{c}} é formado pelos elementos de {\displaystyle U} que não pertencem a {\displaystyle A}, formalmente definida por {\displaystyle A^{c}=\{\forall x\|x\in U\land x\notin A\}} | {\displaystyle A^{c}}        |
| Diferença    | {\displaystyle \setminus } ou {\displaystyle -}       | A diferença {\displaystyle A\setminus B} (ou {\displaystyle A}{\displaystyle -}{\displaystyle B}) entre dois conjuntos {\displaystyle A} e {\displaystyle B} é o conjunto dos elementos que pertencem a {\displaystyle A} e que não pertencem a {\displaystyle B.} A diferença entre dois conjuntos pode ser definida formalmente por {\displaystyle A\setminus B=\{\forall x\|x\in A\land x\notin B\}}. | {\displaystyle A\setminus B} |

Em uma expressão que envolve mais de dois conjuntos, deve-se seguir um conjunto de regras para estabelecer a ordem de execução das operações:
1. Da mesma forma que com números, faz-se primeiramente o que está entre parênteses. Se houver mais de um conjunto de parênteses, resolve-se de dentro para fora;
2. Em seguida, calcula-se os complementos;
3. As operações de união, interseção e diferença possuem a mesma prioridade. Desta forma, deve-se utilizar parênteses para indicar qual operação deve ser executada primeiro. Dito isso, uma expressão como {\displaystyle A\cup B-C} não possui solução definida, visto que {\displaystyle (A\cup B)-C\neq A\cup (B-C)}.

## Conjuntos compostos por números

#### Naturais
O conjunto dos números naturais, denotado por {\displaystyle \mathbb {N} }, é utilizado para a contagem. Em algumas definições, temos {\displaystyle \mathbb {N} =\{0,1,2,3,\dots \}}, incluindo o zero, enquanto em outras {\displaystyle \mathbb {N} ^{*}=\mathbb {N} \setminus \{0\}=\{1,2,3,\dots \}} representa os naturais não nulos.

#### Inteiros
O conjunto dos números inteiros, representado por {\displaystyle \mathbb {Z} }, inclui todos os naturais, seus opostos e o zero: {\displaystyle \mathbb {Z} =\{\dots ,-3,-2,-1,0,1,2,3,\dots \}}. As notações {\displaystyle \mathbb {Z} ^{+}} e {\displaystyle \mathbb {Z} ^{-}} indicam, respectivamente, os inteiros positivos e negativos, enquanto {\displaystyle \mathbb {Z} ^{*}=\mathbb {Z} \setminus \{0\}} representa os inteiros não nulos.

#### Racionais
O conjunto dos números racionais, denotado por {\displaystyle \mathbb {Q} }, é formado por todos os números que podem ser expressos como fração de inteiros, com denominador diferente de zero: 
{\displaystyle \mathbb {Q} =\{x\mid x={\frac {p}{q}},p\wedge q\in \mathbb {Z} \wedge q\neq 0\}}
Estão incluídos aqui todos os decimais exatos e periódicos.

#### Irracionais
Os números irracionais, indicados por {\displaystyle \mathbb {R} \setminus \mathbb {Q} } ou simplesmente {\displaystyle \mathbb {I} }, são aqueles que não podem ser expressos como frações:
{\displaystyle \mathbb {I} =\{x\mid x\neq {\frac {p}{q}},p\wedge q\in \mathbb {Z} \wedge q\neq 0\}}.
Exemplos como {\displaystyle {\sqrt {2}},\pi } e {\displaystyle e}. Eles têm infinitas casas decimais sem repetição nem padrão.

#### Reais
O conjunto dos números reais é dado por {\displaystyle \mathbb {R} }, englobando tanto os racionais quanto os irracionais:
{\displaystyle \mathbb {R} =\{x\mid x\in \mathbb {Q} \vee x\in \mathbb {I} \}}.
Assim, {\displaystyle \mathbb {Q} \subset \mathbb {R} } e {\displaystyle \mathbb {I} \subset \mathbb {R} }, com {\displaystyle \mathbb {R} =\mathbb {Q} \cup \mathbb {I} }.

#### Algébricos
Os números algébricos, representados por {\displaystyle \mathbb {A} }, são todos os números que satisfazem alguma equação polinomial com coeficientes inteiros. Por exemplo, {\displaystyle {\sqrt {2}}} é algébrico pois satisfaz {\displaystyle x^{2}-2=0}. Os racionais também são algébricos.

#### Transcendentais
Por outro lado, os números transcendentais, {\displaystyle \mathbb {T} =\mathbb {R} \setminus \mathbb {A} }, não satisfazem nenhuma equação polinomial com coeficientes inteiros. Exemplos famosos são {\displaystyle \pi } e {\displaystyle e}.

#### Imaginários
Os números imaginários são definidos como múltiplos da unidade imaginária {\displaystyle i}, tal que {\displaystyle i={\sqrt {-1}}} ou {\displaystyle i^{2}=-1}. Assim, qualquer número da forma {\displaystyle bi}, com {\displaystyle b\in \mathbb {R} }, é um imaginário.

#### Complexos
Os números complexos, {\displaystyle \mathbb {C} }, incluem todos os números da forma {\displaystyle a+bi}, onde {\displaystyle a,b\in \mathbb {R} }. Quando {\displaystyle b=0}, temos um número real; quando {\displaystyle a=0}, temos um imaginário puro.

#### Quarterniões
Os quaterniões, indicados por {\displaystyle \mathbb {H} }, são extensões dos complexos e têm a forma {\displaystyle a+bi+cj+dk}, onde {\displaystyle i,j,k} são unidades imaginárias com regras de multiplicação específicas, como  {\displaystyle i^{2}=j^{2}=k^{2}=ijk=-1}.

#### Octoniões
Os octoniões, {\displaystyle \mathbb {O} }, estendem ainda mais esse sistema, com sete unidades imaginárias diferentes, sendo usados apenas em contextos muito avançados da matemática e física.

#### Complexos hiperbólicos
Os números complexos hiperbólicos são da forma {\displaystyle a+b\mathbf {j} }, onde {\displaystyle \mathbf {j} ^{2}=1} e {\displaystyle \mathbf {j} \neq \pm 1}. Esses números formam o conjunto {\displaystyle \mathbb {R} ^{1,1}} e têm aplicação em geometria hiperbólica e relatividade.

#### P-ádicos
Os números p-ádicos, denotados por {\displaystyle \mathbb {Z} _{p}} para um primo {\displaystyle p}, são uma forma diferente de completar os inteiros baseada na divisibilidade por potências de {\displaystyle p}, sendo essenciais em teoria dos números.

#### Ordinais x Cardinais
Por fim, os números ordinais e cardinais aparecem na teoria dos conjuntos. Os ordinais representam posições (ex: primeiro, segundo, {\displaystyle \dots }, {\displaystyle \omega }, {\displaystyle \omega +1}, {\displaystyle \dots }) e os cardinais representam quantidades (ex: {\displaystyle 0,1,2,\dots ,\aleph _{0},\aleph _{1},\dots }). Não há um "conjunto de todos os ordinais" ou "conjunto de todos os cardinais" por questões de paradoxo e hierarquia de infinito.